# James Corson
James Corson, född 14 januari 1906 i Modesto, död 12 november 1981 i Burlingame, Kalifornien, var en amerikansk friidrottare.
Corson blev olympisk bronsmedaljör i diskus vid sommarspelen 1928 i Amsterdam.